# Température négative

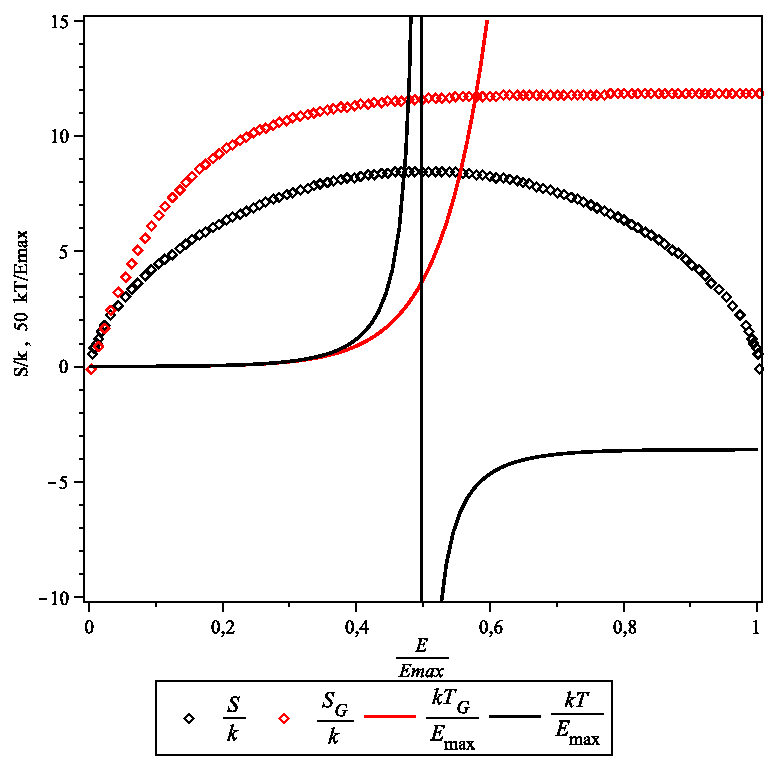
Entropies microcanoniques et températures de Boltzmann et Gibbs.

Certains systèmes quantiques liés à la résonance magnétique nucléaire dans les cristaux ou les gaz ultrafroids possèdent des distributions d'énergie particulières pouvant être entièrement peuplées dans l'état de plus basse énergie (zéro absolu) mais également dans l'état de plus haute énergie,. L'expression habituelle donnant la température d'un système à volume constant :
{\displaystyle T=\left({\frac {\partial E}{\partial S}}\right)_{V}}
(avec {\displaystyle T} la température absolue, {\displaystyle E} l'énergie interne, {\displaystyle S} l'entropie, {\displaystyle V} le volume) conduit donc à une fonction non définie au maximum d'entropie et négative au-delà.
L'emploi d'une définition de l'entropie d'un système microscopique différente de celle de Boltzmann, proposée par Gibbs au début du XXe siècle, permet d'expliquer la nature du problème ayant conduit à la notion de « température négative » et de proposer une autre définition de la température thermodynamique.

## Entropies microcanoniques
En physique statistique le système thermodynamique possède N degrés de liberté et est décrit par les positions qi et les quantités de mouvement pi de chacun des éléments constitutifs, liées par les équations canoniques de Hamilton. On définit le volume élémentaire dans l'espace des phases : 
{\displaystyle \mathrm {d} W=\Pi _{i}\mathrm {d} \mathbf {q} _{i}\mathrm {d} \mathbf {p} _{i}\,.}
L'équation de Liouville décrit l'évolution temporelle de la densité de probabilité ρ(U,V) d'un état donné dans l'espace des phases. Dans notre cas cette évolution s'effectue sous la contrainte de conservation de l'énergie E du système au cours de toute transformation. Cette contrainte s'écrit : 
{\displaystyle H(\{\mathbf {q} _{i},\mathbf {p} _{i}\})=E\,,\;\;\;\forall \{\mathbf {q} _{i},\mathbf {p} _{i}\}\;;}
où H(qi,pi) est l'hamiltonien. Elle définit une hypersurface de dimension 2N-1.
Sous l'hypothèse d'ergodicité la densité de probabilité de trouver le système dans l'état {qi,pi} est, :
{\displaystyle \rho ={\frac {\delta (H-E)}{\omega (E)}}\,.}
La constante de normalisation ω vaut :
{\displaystyle \omega (E)=\int \delta (H-E)\mathrm {d} W\,.}
L'intégrale de ω s'écrit :
{\displaystyle \Omega (E_{i})=\int \Theta (H-E)\mathrm {d} W\;;}
où Θ est la distribution de Heaviside. Ω représente le nombre d'états d'énergie supérieure ou égale à Ei au contraire de ω qui porte sur tous les états.
À partir de là on peut définir de deux manières l'entropie microcanonique :
| - entropie de Boltzmann |  | {\displaystyle S(E)=k\ln(\epsilon \omega )} | où {\displaystyle \epsilon } est une constante arbitraire ayant la dimension d'une énergie, |
| - entropie de Gibbs     |  | {\displaystyle S_{G}(E)=k\ln(\Omega )}      |                                                                                             |

## Températures
On définit les températures d'un système à volume constant par :
{\displaystyle T=\left({\frac {\partial E}{\partial S}}\right)_{V}\,,\;\;\;T_{G}=\left({\frac {\partial E}{\partial S_{G}}}\right)_{V}\,.}
Ces deux températures sont liées par la relation :
{\displaystyle T={\frac {T_{G}}{1-{\frac {k}{C_{V}}}}}\;;}
où CV est la capacité thermique :
{\displaystyle C_{V}=\left({\frac {\partial E}{\partial T_{G}}}\right)_{V}\,.}
La relation de Gibbs possède au plan théorique des avantages, en particulier respecte la relation de cohérence pour le système microcanonique :
{\displaystyle p=T_{G}\left({\frac {\partial S_{B}}{\partial V}}\right)_{E}=-\left\langle {\frac {\partial H}{\partial V}}\right\rangle \neq T\left({\frac {\partial S}{\partial V}}\right)_{E}\;;}
où ‹.› désigne la moyenne d'ensemble.
La différence entre T et TG est extrêmement ténue dans les systèmes « habituels » où CV >> k. Ce n'est pas le cas des systèmes quantiques dont on parle ici.
La température TG d'un tel système est régulière et positive (voir figure).